# Ischyrochampsa meridionalis
Ischyrochampsa meridionalis Vasse, 1995 è un rettile estinto, appartenente ai crocodilomorfi. Visse nel Cretacico superiore (Campaniano, circa 72 milioni di anni fa) e i suoi resti fossili sono stati ritrovati in Francia e Spagna.

## Descrizione
Questo animale è noto principalmente per frammenti fossili, sufficienti in ogni caso a riconoscere un grande animale simile a un coccodrillo. Ischyrochampsa doveva raggiungere e superare i 4 metri di lunghezza, e doveva essere dotato di un muso estremamente forte e fornito di grandi denti aguzzi a sezione conica. 

## Tassonomia
Ischyrochampsa meridionalis è stato descritto per la prima volta nel 1995, sulla base di fossili ritrovati nei pressi di Saint-Estève-Janson nella zona di Bouches-du-Rhône, in Francia meridionale. Altri resti sono stati ritrovati in Spagna. Inizialmente venne considerato un membro dei trematocampsidi, un gruppo di grandi coccodrilli predatori tipici del Cretaceo, attualmente compresi tra gli eusuchi. Successivamente, però, Ischyrochampsa è stato considerato come un animale più basale, al di fuori del clade degli eusuchi. Oltre a Doratodon e Theriosuchus, questo animale è ritenuto uno dei pochi mesoeucrocodili non eusuchi vissuti nel Cretaceo superiore europeo.